# Borough of Rugby
 Borough of Rugby är ett distrikt (motsvarande kommun) i grevskapet Warwickshire i England, Storbritannien. Distriktet har 116 436 invånare (2022). Enda större ort är Rugby. Den har ingen civil parish, i övrigt är distriktet indelat i 41 civil parishes.